# Aleksiej Ułanow
Aleksiej Nikołajewicz Ułanow, ros. Алексей Николаевич Уланов (ur. 4 listopada 1947 w Moskwie) – radziecki łyżwiarz figurowy, startujący w parach sportowych. Mistrz olimpijski z Sapporo (1972), 4-krotny mistrza świata (1969–1972), 4-krotny mistrz Europy (1969–1972) oraz dwukrotny mistrz Związku Radzieckiego (1970, 1971).
W 1967–1972 jego partnerką sportową była Irina Rodnina z którą osiągał największe sukcesy w karierze. Po igrzyskach olimpijskich 1972 jego partnerką w życiu prywatnym została Ludmiła Smirnowa (wicemistrzostwo olimpijskie 1972 w parze z Andriejem Surajkinem), co spowodowało, że Ułanow rozstał się z Rodniną i kontynuował karierę sportową ze Smirnową przez kolejne dwa sezony. Zdobyli wspólnie dwa wicemistrzostwa świata (1973, 1974) oraz srebrny (1973) i brązowy medal mistrzostw Europy (1974), ani razu nie wygrywając z parą Rodnina / Zajcew.
Smirnowa i Ułanow pobrali się, a następnie rozwiedli. Mają dwoje dzieci: Nikołaja i Irinę. Ich córka trenowała łyżwiarstwo figurowe w parach sportowych, w tym przez 3 lata była partnerką sportową Maksima Trańkowa.

## Osiągnięcia

### Z Ludmiłą Smirnową
| Zawody               | 72–73          | 73–74          |                |                |                |                |                |                |                |                |                |                |                |                |                |                |                |
| Międzynarodowe       | Międzynarodowe | Międzynarodowe | Międzynarodowe | Międzynarodowe | Międzynarodowe | Międzynarodowe | Międzynarodowe | Międzynarodowe | Międzynarodowe | Międzynarodowe | Międzynarodowe | Międzynarodowe | Międzynarodowe | Międzynarodowe | Międzynarodowe | Międzynarodowe | Międzynarodowe |
| -------------------- | -------------- | -------------- | -------------- | -------------- | -------------- | -------------- | -------------- | -------------- | -------------- | -------------- | -------------- | -------------- | -------------- | -------------- | -------------- | -------------- | -------------- |
| Mistrzostwa świata   | 2              | 2              |                |                |                |                |                |                |                |                |                |                |                |                |                |                |                |
| Mistrzostwa Europy   | 2              | 3              |                |                |                |                |                |                |                |                |                |                |                |                |                |                |                |
| Prize of Moscow News |                | 1              |                |                |                |                |                |                |                |                |                |                |                |                |                |                |                |
| Krajowe              |                |                |                |                |                |                |                |                |                |                |                |                |                |                |                |                |                |
| Mistrzostwa ZSRR     | 3              |                |                |                |                |                |                |                |                |                |                |                |                |                |                |                |                |

### Z Iriną Rodniną

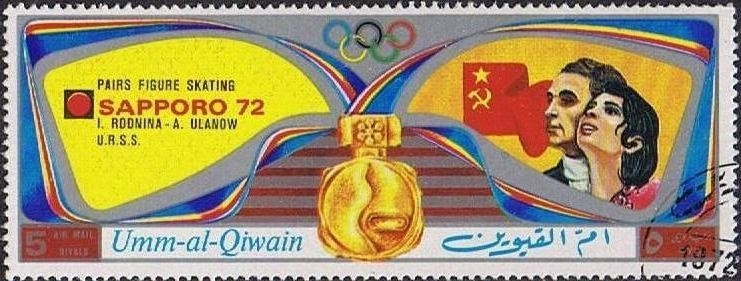
Znaczek pocztowy upamiętniający złoty medal olimpijski Rodniny i Ułanowa (1972)

| Zawody               | 67–68          | 68–69          | 69–70          | 70–71          | 71–72          |                |                |                |                |                |                |                |                |                |                |                |                |
| Międzynarodowe       | Międzynarodowe | Międzynarodowe | Międzynarodowe | Międzynarodowe | Międzynarodowe | Międzynarodowe | Międzynarodowe | Międzynarodowe | Międzynarodowe | Międzynarodowe | Międzynarodowe | Międzynarodowe | Międzynarodowe | Międzynarodowe | Międzynarodowe | Międzynarodowe | Międzynarodowe |
| -------------------- | -------------- | -------------- | -------------- | -------------- | -------------- | -------------- | -------------- | -------------- | -------------- | -------------- | -------------- | -------------- | -------------- | -------------- | -------------- | -------------- | -------------- |
| Igrzyska olimpijskie |                |                |                |                | 1              |                |                |                |                |                |                |                |                |                |                |                |                |
| Mistrzostwa świata   |                | 1              | 1              | 1              | 1              |                |                |                |                |                |                |                |                |                |                |                |                |
| Mistrzostwa Europy   | 5              | 1              | 1              | 1              | 1              |                |                |                |                |                |                |                |                |                |                |                |                |
| Prize of Moscow News | 1              | 2              | 1              |                |                |                |                |                |                |                |                |                |                |                |                |                |                |
| Krajowe              |                |                |                |                |                |                |                |                |                |                |                |                |                |                |                |                |                |
| Mistrzostwa ZSRR     | 3              | 3              | 1              | 1              |                |                |                |                |                |                |                |                |                |                |                |                |                |